# Sheng Lihao
Sheng Lihao (盛李豪S; Zhangjiagang, 4 dicembre 2004) è un tiratore a segno cinese.

## Biografia
All'età di sedici anni, ha rappresentato la Cina ai Giochi olimpici di Tokyo 2020, dove ha vinto la medaglia d'argento nella carabina 10 metri aria compressa, terminando alle spalle dello statunitense William Shaner. Tre anni dopo, ai Giochi olimpici di Parigi 2024, sale sul gradino più alto del podio nella carabina 10 metri aria compressa a squadre, insieme a Huang Yuting, e nella carabina 10 metri aria compressa.

## Palmarès
- Giochi olimpici

Tokyo 2020: argento nella carabina 10 metri aria compressa.
Parigi 2024: oro nella carabina 10 metri aria compressa e nella carabina 10 metri aria compressa a squadre.
- Asiatici junior

2019: bronzo nella carabina 50 metri 3 posizioni.